# Musse Pigg på camping
Musse Pigg på camping (engelska: Mickey's Trailer) även Musse Piggs husvagn, är en animerad kortfilm av Disney från 1938. Filmen är ett av inslagen i SVT:s julprogram Kalle Anka och hans vänner önskar God Jul.

## Handling[3]
I öppningsscenen möts betraktaren av en idyllisk stuga med tegeltak, veranda och trädgård i ett landskap med skogar och blånande berg. En nyvaken Musse Pigg i nattskjorta kommer ut på verandan och drar i en spak. Taket, verandan och trädgården börjar vikas ihop och fällas in i vad som visar sig vara en husvagn. Bilen – en T-Ford med Långben vid ratten – kopplas till och ekipaget är redo för avfärd. Men först viks bakgrunden, som i själva verket är en fond, ihop och fram träder en inte lika romantisk miljö i form av en soptipp i ett industriområde.
Under färden lagar Musse frukost, hämtar vatten, skördar majs och mjölkar en ko på diverse sätt. Genom att trycka på knappar på en kontrollpanel väcker han den morgontrötte Kalle Anka och får husvagnens innandöme att förvandlas från sovrum till badrum och sedan matplats.
När Musse signalerar att frukosten är serverad, glömmer Långben att han kör bilen, och springer över till husvagnen utan att först stanna ekipaget. Under måltiden har Långben besvär med utfarande kökslådor som "stjäl" maten för honom, och när han tar en majskolv råkar han sticka gaffeln i ett vägguttag. Han får ström genom kroppen och majsen börjar poppa.
Plötsligt frågar sig Musse och Kalle vem som egentligen kör. "Huh, det är ju jag som kör" svarar Långben men inser i nästa sekund att han faktiskt inte gör det. Han kastar sig i panik över till bilen, och råkar då sparka loss husvagnens koppling. Husvagnen rullar baklänges nedför den branta bergsvägen utan att Långben märker detta.
Inne i den skenande husvagnen får Musse och Kalle en vådlig åktur där vagnen blir hängande över ett stup, håller på att frontalkrocka med en lastbil på en smal väg och två gånger är en hårsmån från att kollidera med ett långt godståg. Som genom en slump möts husvagn och bil igen, och vagnen kopplar åter fast vid bilen. Långben, som aldrig märkt att husvagnen varit borta, ropar bakåt: "Jag körde ner er sakta och säkert, va?".

## Om filmen
Filmen är den 100:e Musse Pigg-kortfilmen som producerades och den andra som lanserades år 1938.

### Svenska utgivningar
Filmen hade svensk premiär den 5 september 1938 på biografen Spegeln i Stockholm.
Filmen hade svensk nypremiär den 8 december 1947 på Sture-Teatern, även den ligger i Stockholm och visades då tillsammans med kortfilmerna Kalle Ankas pippi från Sydpolen, Plutos flyttkalas, Kalle Anka jagar räv, Jan Långben som skeppsredare och Scoutchefen Kalle Anka.
Filmen har haft flera svenska titlar genom åren. Vid biopremiär 1938 gick den under titeln Musse Pigg på camping. Alternativa svenska titlar till filmen är Jan Långben som bildrulle (1947), Musse Pigg husvagn på vift och Musses husvagn, varav den sistnämnda är den som använts på svenska DVD-utgåvor.
Filmen har flera gånger givits ut på VHS och DVD och finns dubbad till svenska.

#### Bortklippta scener
I den svenska julaftonsversionen av filmen är ett par scener bortklippta, bland annat en scen när Långben råkar stoppa en gaffel i ett vägguttag (varvid majsen blir till popcorn). Anledningen till detta är att man inte ville uppmuntra barn till att göra samma sak. Scenen visades däremot före 1982. Flera scener där husvagnen störtar ner för berget, och bland annat är nära att krocka med ett tåg, är också bortklippta.

## Rollista
- Musse Pigg – Walt Disney
- Kalle Anka – Clarence Nash
- Långben – Pinto Colvig[10]